# Charles P. Browne

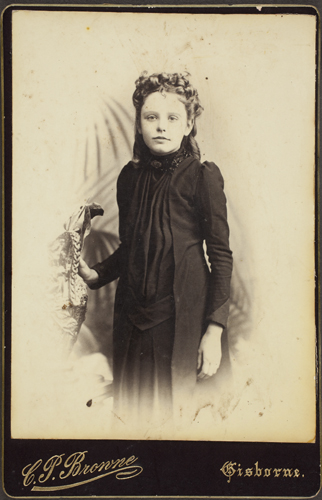
Charles P. Browne: Neidentifikovaný portrét

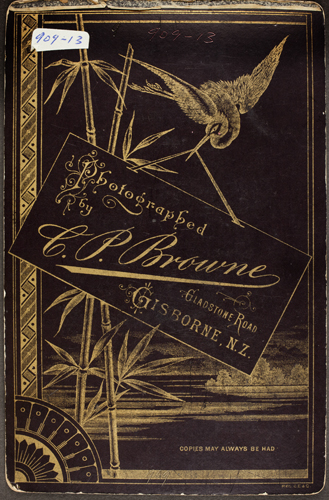
Zadní strana předchozího portrétu

Charles Pelham Browne (1840 – 25. května 1916) byl významný fotograf v okrese Gisborne na Novém Zélandu, který působil v letech 1876 až 1901. Mnoho příkladů jeho práce je ve sbírkách muzea Tairāwhiti.

## Životopis
Charles Pelham Browne se narodil asi roku 1840 v Anglii, reg. prosinec 1840 (jako Charles Pelham Brown), pokřtěný 4. června 1842 Mellor, Derbyshire, Anglie.
Browne založil fotografický podnik v Gisborne v roce 1876 poté, co strávil nějaký čas ve městech Thames a Auckland.
Dne 20. září 1878 se oženil s Catherinou Rebeccou Morse, ale neměli spolu žádné děti.
V roce 1895 se připojil k Lodge Abercorn u Gisborne, a zůstal členem až do své smrti 25. května 1916.

## Kariéra
Browneova práce spočívala hlavně ve studiových portrétech. V komentářích z místních novin bylo vysoce hodnoceno kolorování olejovými barvami a jeho fotografie na smaltovaném a glazovaném povrchu.
Roku 1883 Browne jeho firma nesla název Gisborne Photographic Studio. V roce 1891 bylo jeho studio na Gladstone Road, které Gisborne rozšířil na větší kapacitu.
O Catherine Browneové se vědělo, že se svým mužem spolupracuje na fotografických expedicích a ve studiu.
Browne prodal v roce 1901 svůj obchod Benjaminu Shatfordovi Coxovi.